# هاروکی ایزاوا
هاروکی ایزاوا (ژاپنی: 井澤 春輝؛ زادهٔ ۱۴ ژوئن ۱۹۹۹) یک بازیکن فوتبال اهل ژاپن است.
از باشگاه‌هایی که در آن بازی کرده‌است می‌توان به باشگاه فوتبال توکوشیما ورتیس، باشگاه فوتبال کاگوشیما یونایتد و باشگاه فوتبال گراونز کیتاکیوشو اشاره کرد.